# Marquès de Louville
Carles August de Allonville, marquès de Louville (Louville-la-Chenard, 18 de maig de 1664- ibídem, 20 d'agost de 1731) fou un noble francès, tingué un destacat protagonisme en els primers tres anys del regnat de Felip V de Castella, i posteriorment al Regne de França durant la regència del duc Felip III d'Orleans. Va ser nomenat cap de la casa francesa i cavaller de la cambra (1700-1703) de Felip V de Castella, el primer Borbó que esdevenia monarca d'Espanya. Fins que el nou monarca no es casà tingué un paper central en el govern de la Monarquia conjuntament amb l'ambaixador francès duc d'Harcourt (1697–1700) i (1700–1701), el seu successor Ferdinand de Marsin i el següent el cardenal Cèsar d'Estrées, i el confessor de Felip V Guillaume Daubenton. El 12 de novembre de 1701, ja iniciada la Guerra de Successió Espanyola al nord d'Itàlia, va rebre instruccions de Lluís XIV d'acompanyar a Felip V a la campanya italiana. A Nàpols es preocupà de la investidura de Felip V com a rei de Nàpols. Procurà convèncer el Sant Pare Climent XI perquè es pronunciés sobre la successió a la monarquia espanyola conhortant-lo a no témer per l'avenç de les tropes imperials, però amb resultat infructuós. De nou a la cort de Madrid, la seva conducta arrogant, falta d'habilitat a l'hora de tractar l'aristocràcia espanyola, la seva preocupació per defensar els interessos de França, i la rivalitat amb la reina Maria Lluïsa i la seva Cambrera Major Princesa dels Ursins per influenciar sobre Felip V propiciaren la seva caiguda en desgràcia, essent cridat per a retornar a França el novembre de 1703. Fou nomenat després cavaller de la cambra del duc Alexandre de Bournonville i a continuació del duc de Borgonya, càrrec en el qual estigué fins al 18 de febrer de 1712.